# Monte Fautenio
Il monte Fautenio o Fauterio, Fanton, Fantono o ancora Truc di San Besso (2.072 m s.l.m.) è una montagna delle Alpi Graie.

## Toponimo

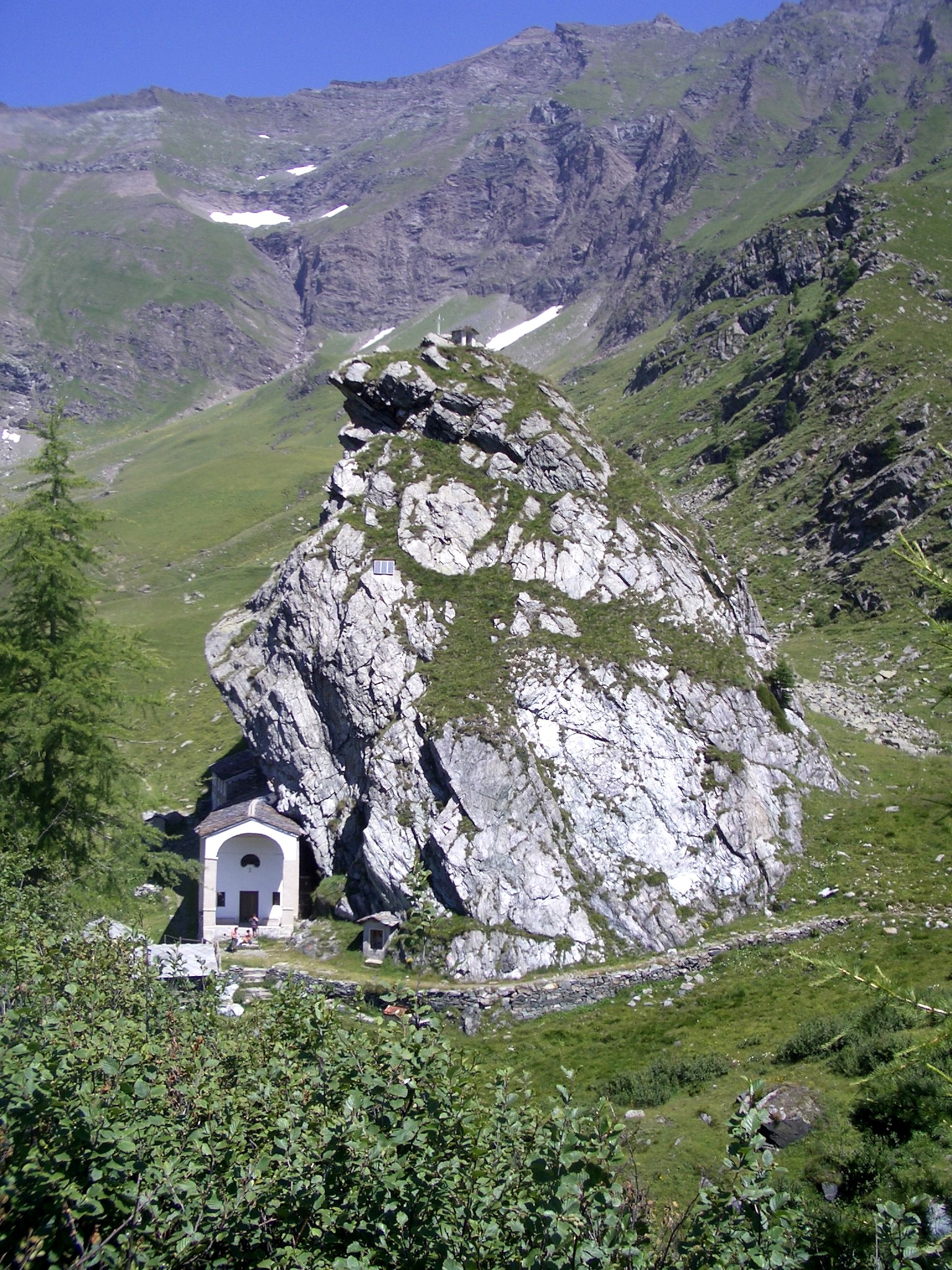
Il Monte Fautenio e il santuario di S.Besso

Il nome Fantono deriva da un alpeggio, la vicina Alpe Fanton.

## Descrizione
Il monte è costituito da un monolito alto circa 60 metri e largo circa 40 che svetta in un anfiteatro naturale nell'alta Val Soana, in Canavese, nei pressi dello spartiacque tra Valle d'Aosta e Piemonte.

## Storia
Ai piedi dalla roccia sorge il santuario di San Besso, luogo di culto che unisce tradizionalmente gli abitanti di Cogne e Campiglia Soana. Il sito è collegato a culti litici precristiani. Le processioni che tuttora si recano al santuario da Cogne con la statua del santo conservano l'usanza di fare un giro intorno al monte in senso orario, mentre i pellegrini compiranno per tre volte il giro del monte in senso antiorario recitando il Rosario, in ricordo del martirio di San Besso. Al termine del pellegrinaggio i fedeli salgono sulla cima della montagna e baciano la piccola croce, portandosi spesso a casa una piccola pietra raccolta sulla montagna.

## Accesso alla vetta
La cima della montagna è raggiungibile con un sentierino ripido e un po' esposto; sul punto culminante sorgono una croce collocata in posizione nel 1933 e una piccola cappella.